# Acroceratitis adnata
Acroceratitis adnata är en tvåvingeart som beskrevs av Hardy 1973. Acroceratitis adnata ingår i släktet Acroceratitis och familjen borrflugor.
Artens utbredningsområde är Laos. Inga underarter finns listade i Catalogue of Life.